# Borogovia
Borogovia — рід троодонтових тероподів, що жили в пізній крейдяний період на території сучасної Монголії. Скам'янілості виявлено у формації Немегет на півдні країни. Це була невелика двонога істота легкої статури. Довжина її тіла оцінюється у 2 метри, а вага у 20 кг.